# Mergers and Acquisitions
"Mergers and Acquisitions" je 47. epizoda HBO-ove televizijske serije Obitelj Soprano i osma u četvrtoj sezoni serije. Razradu je napisao Lawrence Konner prema priči Robin Green, Mitchella Burgessa i Terencea Wintera. Režirao ju je Dan Attias, a originalno je emitirana 3. studenog 2002.

## Radnja
Paulie Walnuts je zabrinut za zdravlje svoje majke nakon što se ona konačno odlučila preseliti u starački dom Green Grove. Nucci je uzbuđena što će se tamo naći sa svojim prijateljicama Cookie Cirillo i Minn Martone, koje je toplo dočekuju. Dok je Nucci u zahodu, gospođe pristojno obavještavaju Paulieja da Nucci neće biti dopušteno kartanje i objedovanje s njima jer su one već formirale svoju grupu. Paulie inzistira da djevojke nađu mjesta za još jednu i pokažu poštovanje prema njegovoj majci. Na večer kartanja, Cookie izopćuje Nucci nakon što je ova uništila partiju blackjacka. Nucci se povlači u svoju sobu, što počinje brinuti njezina sina, koji posjećuje Cookiena sina, Chuckieja, ravnatelja srednje škole. Paulie razgovara o odnosu Nucci i Cookie te želi da se one slažu, jer je Minn Martone prema Pauliejevim riječima spletkarica i "zlobna kučka". Chuckie pokuša uvjeriti Paulieja da ne može intervenirati u majčin društveni život. Sljedećeg dana, Chuckieja kroz hodnike srednje škole natjerava Pauliejeva ekipa pri čemu se teško ozljedi. Nakon što Chuckiejeva supruga zaprijeti da će povući Cookie iz staračkog doma, ova se pristaje pomiriti s Nucci.
U međuvremenu, u stajama, Tony se sastaje s novom djevojkom Ralpha Cifaretta, Valentinom La Paz, kubansko-talijanskom ljepoticom koja odmah osvaja Tonyja. Valentina zatim nagovara Tonyja da napravi svoj portret s konjem, Pie-O-My, a Tony i Valentina ubrzo se povlače u hotelsku sobu gdje se upuštaju u strastveni seks. Valentina nastavlja hodati s Ralphom, a Tony joj kupuje skupocjeni konjski klin. Valentina prigovara da se njezin seksualni život s Ralphom uglavnom sastoji od njegovih mazohističkih fetiša. Dr. Melfi sugerira kako Tony želi nabiti rogove Ralphu, ali Tony zapravo nastavlja udaljavati Valentinu dok ne dobije informacije od Janice - pristavši joj platiti tri tisuće dolara - da Ralph uistinu ima čudne seksualne sklonosti.
Carmela, koja se zaljubila u Furia, osjeća suosjećanje za njega nakon što je ovaj otišao u Italiju na pogreb svoga oca. U Italiji, Furio sa svojim stricem razgovara kako ga privlači Carmela. Nakon što mu Furio kaže kako je žena šefova supruga, stric ga savjetuje da se ne upušta u vezu jer bi to bilo jednako izdaji i nepoštovanju. Kod kuće, Carmela u Tonyjevoj odjeći pronalazi slomljeni lažni nokat, što je razbjesni. Iskaljuje svoj bijes uzevši njegov novac iz sanduka za ptičju hranu (ukravši mu ključeve dok se tuširao) te ga uloži kod nekoliko brokera. Ulaže po 9.900 dolara kako bi izbjegla pozornost Porezne uprave. Nakon što je prebrojio skriveni novac, Tony otkriva da nešto nedostaje. Prije nego što je imao priliku razgovarati o tome s Carmelom, na svojem noćnom ormariću otkriva lažni nokat, koji je Carmela vjerojatno namjerno ostavila da ga Tony pronađe. Tony silazi, gdje Carmela čita novine. Upita je za kavu, koju mu ona spremu, i primijetivši njegovo ponašanje, upita Tonyja želi li o nečemu razgovarati. On kaže da ne želi. A.J. silazi, a Tony ga upita je li bio u stražnjem dvorištu (otkrivajući Carmeli da zna da je novac nestao). Nakon što A.J. kaže da nije bio u vrtu i ode, Carmela ponovno upita Tonyja želi li razgovarati o nečemu. On kaže da ne želi te upita Carmelu isto - ona odgovara na jednaki način i tenzija ostaje visjeti u zraku.

## Glavni glumci
- James Gandolfini kao Tony Soprano
- Lorraine Bracco kao dr. Jennifer Melfi
- Edie Falco kao Carmela Soprano
- Michael Imperioli kao Christopher Moltisanti
- Dominic Chianese kao Corrado Soprano, Jr. *
- Steven Van Zandt kao Silvio Dante
- Tony Sirico kao Paulie Gualtieri
- Robert Iler kao A.J. Soprano
- Jamie-Lynn Sigler kao Meadow Soprano *
- Aida Turturro kao Janice Soprano
- Joe Pantoliano kao Ralph Cifaretto
- Drea de Matteo kao Adriana La Cerva
- Federico Castelluccio kao Furio Giunta
- John Ventimiglia kao Artie Bucco

* samo potpis

### Gostujući glumci
| - Sharon Angela kao Rosalie Aprile - Fran Anthony kao Minn Martone - Murielle Arden kao Elodi Colbert - Leslie Bega kao Valentina La Paz - Ephraim Benton kao Saladin - Anna Berger kao Cookie Cirillo - Carl Capotorto kao Little Paulie Germani - Dennis Carrig kao Robert Harris - Max Casella kao Benny Fazio - Tone Christensen kao gđica Reykjavik - Charlotte Colavin kao Lorraine Cirillo - Nino DelDuca kao stric Maurizio - Matthew Del Negro kao Brian Cammarata - Heidi Dippold kao Janelle Cammarata | - Frances Ensemplare kao Marianucci "Nucci" Gualtieri - Jordan Gelber kao Bob Berg - Dan Grimaldi kao Patsy Parisi - Sam Guncler kao diler - Manon Halliburton kao Lois Pettit - Modi kao Etan - Joe Narciso kao Richard - Marianna Paolo kao Bernice - Anthony Patellis kao Chuckie Cirillo - Rufus Read kao student - Paul Schulze kao otac Phil Intintola - Candy Trabuco kao gđica Giaculo - Roberta Wallach kao Stella |

## Prva pojavljivanja
- Valentina La Paz: trgovkinja umjetninama i Ralphova djevojka, koja se ubrzo spetlja s Tonyjem.
- Minn Martone: prijateljica Pauliejeve majke, Nucci Gualtieri u Green Groveu.

## Umrli
- Furiov otac: rak.

## Naslovna referenca
Fraza "mergers and acquisitions" ("spajanja i preuzimanja") odnosi se na aspekt financijske korporativne strategije spajanja s drugim kompanijama ili njihova preuzimanja zajedno s drugim posjedima. U epizodi se ona odnosi na:
- Carmelino uzimanje Tonyjeva novca, njegova ulaganja u dugotrajne investicije (oboje iz osvete i preuzimanja kontrole nad njihovim financijama).
- Tonyjevo preuzimanje Ralphova konja.
- Tonyjevo preuzimanje Valentine.

## Reference na druge medije
- Janice na televiziji gleda seriju  Robot Wars.
- Tony gleda film iz 1993., Bjegunac (u kojem se pojavljuje i Joe Pantoliano).
- Tony se referira na film Hud, s Paulom Newmanom, nakon što Carmelin rođak greškom spomene prijevaru Ureda za građenje i urbani razvoj (HUD).

## Glazba
- Tijekom odjavne špice svira "When the Battle is Over" Delaney & Bonnie.
- Tony u svojem zabavnom centru sluša "Bell Bottom Blues" sastava Derek and the Dominos. Komentira kako je to "kao da ti Clapton sjedi u kući". (Derek and the Dominos sastavljen je uglavnom od glazbenika iz pratećeg sastava Delaney & Bonnieja.)
- Gajdašku glazbu koju Tony sluša izvodi Edinburgh City Police Pipe Band.
- Tony zaspe slušajući "The Dark Side of the Moon" Pink Floyda. Završna pjesma "Eclipse" čuje se kad se budi. Kasnije u epizodi, dok je pod tušem, može se čuti kako pjeva isječke iz pjesme "Another Brick in the Wall".

## Vanjske poveznice
- Mergers and Acquistions u internetskoj bazi filmova IMDb-a